# Alison Weir (historienne)
Alison Weir (née Matthews) est une romancière et autrice de vulgarisation historique (Histoire publique) britannique. Elle écrit principalement sur l’histoire des femmes et des familles royales anglaises, sous forme de biographies qui explorent leur contexte historique. Elle a également écrit de nombreuses œuvres de fiction historique.
Son premier ouvrage, Britain's Royal Families (publié en 1989), est un aperçu généalogique de la famille royale britannique. Elle écrit ensuite des biographies d'Aliénor d'Aquitaine, d'Isabelle de France, de Katherine Swynford, d'Élisabeth d'York et des princes de la Tour. D'autres sujets sont abordés, notamment Henri VIII et sa famille ainsi que les reines médiévales d'Angleterre. Weir publie des aperçus historiques des Guerre des Deux-Roses et des mariages royaux, ainsi que des romans de fiction historique sur les reines anglaises, notamment chaque épouse d'Henri VIII.

## Jeunesse
Weir grandit à Westminster, à Londres. Elle est mariée à Rankin Weir depuis 1972. et vit maintenant[Quand ?] dans le Surrey.
Weir se souvient comment, à l'âge de quatorze ans, elle a lu Henry's Golden Queen de Lozania Prole, un roman « vraiment trash » sur la vie de Catherine d'Aragon. Elle s'est ensuite intéressée au domaine de l'histoire.
Elle fait ses études à la City of London School for Girls et au North Western Polytechnic, devenant professeur d'histoire. Elle choisit d'abandonner une carrière dans l'enseignement après une désillusion face aux « méthodes d'enseignement à la mode », elle travaille donc comme fonctionnaire, puis devient femme au foyer. Entre 1991 et 1997, elle dirige une école pour enfants ayant des difficultés d'apprentissage.

## Carrière

### Travaux historiques
Dans les années 1970, Weir passe quatre ans à rechercher et à écrire une biographie des six épouses d'Henri VIII. Son ouvrage est jugé trop long par les éditeurs et est donc refusé. Une version révisée est publiée en 1991 sous la forme de son deuxième livre, Les Six épouses d'Henri VIII. En 1981, elle écrit un livre sur Jeanne Seymour, qui est à nouveau rejeté par les éditeurs, cette fois parce qu'il est trop court. Weir publie en 1989 Britain's Royal Families, une compilation d'informations généalogiques sur la famille royale britannique. Elle révise l'ouvrage huit fois sur une période de vingt-deux ans et décide qu'il pourrait « intéresser d'autres personnes ». Après l'avoir organisé par ordre chronologique, The Bodley Head accepte de le publier.
Weir ne commence à écrire à plein temps qu’à la fin des années 1990. Alors qu'elle dirige l'école pour enfants ayant des difficultés d'apprentissage, elle publie les ouvrages historiques The Princes in the Tower (1992), Lancaster et York : The Wars of the Roses (1995) et Children of England : The Heirs of King Henry VIII (1996). Elle écrit désormais des livres à plein temps, notamment Elizabeth the Queen (1998) (publié en Amérique sous le titre The Life of Elizabeth I ), Aliénor d'Aquitaine : By the Wrath of God, Queen of England (1999), Henry VIII : The King and His Court (2001), Mary, reine d'Écosse and the Murder of  Lord Darnley (2003) et Isabelle : She-Wolf of France, Queen of England (2005). Katherine Swynford: The Story of John of Gaunt and his Scandalous Duchess suit en 2007, et The Lady in The Tower: The Fall of Anne Boleyn en 2009. Traitors of the Tower sort en 2010. L'année suivante, elle achève The Ring and the Crown: A History of Royal Weddings et Mary Boleyn: The Mistress of Kings, la première biographie non fictionnelle complète de Mary Boleyn, sœur d'Anne Boleyn. En 2013, elle publie Elizabeth of York – A Tudor Queen and Her World, une biographie sur Élisabeth d'York, mère d'Henri VIII. Weir écrit deux livres sur les reines médiévales d'Angleterre : Queens of Conquest, publié en 2017 et Queens of the Crusades, publié le 5 novembre 2020 par Random House.
De nombreuses œuvres de Weir traitent de la période Tudor, qu'elle considère comme « la période la plus dramatique de notre histoire, avec des personnalités fortes et vivantes.

### Romans historiques

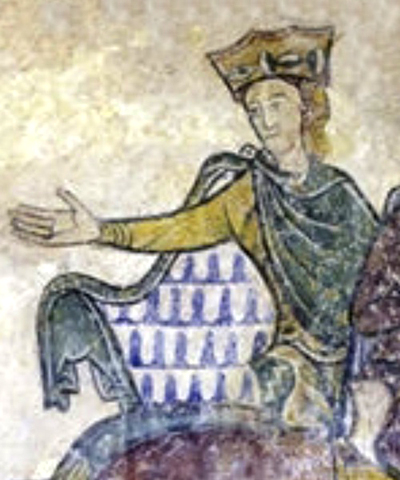
Alison Weir a écrit deux ouvrages sur Aliénor d'Aquitaine (photo) - une biographie non-fictionnelle et un roman de fiction historique.

Weir écrit des romans historiques alors qu'elle est adolescente et son roman dans le genre de la fiction historique, Innocent Traitor, basé sur la vie de Jeanne Grey, est publié en 2006. En faisant des recherches sur Aliénor d'Aquitaine, Weir se rend compte qu'il serait « très libérateur d'écrire un roman dans lequel je pourrais écrire ce que je voulais tout en m'en tenant aux faits ». Elle décide de se concentrer sur Jane Grey parce qu'elle « n'a pas eu une très longue vie et qu'il n'y avait pas beaucoup de matériel ». Elle trouve la transition vers la fiction facile, expliquant : « Chaque livre est une courbe d'apprentissage, et il faut garder l'esprit ouvert. On me demande parfois de réduire les faits historiques dans mes romans, et il y a eu des désaccords sur le fait de savoir s'ils obstruent le récit, mais je m'en tiens à l'histoire chaque fois que je le peux. ».
Son deuxième roman est The Lady Elizabeth, qui traite de la vie de la reine Elizabeth Ire avant son accession au trône. Il est publié en 2008 au Royaume-Uni et aux États-Unis. Son roman suivant, The Captive Queen, sorti à l’été 2010. Son sujet, Aliénor d'Aquitaine, fait l'objet d'une biographie non fictionnelle de Weir en 1999.
Traitors of the Tower est une nouvelle écrite par Weir et publiée à l'occasion de la Journée mondiale du livre 2010. En collaboration avec Quick Reads et Skillswise, Weir enregistre le premier chapitre comme un avant-goût et une introduction pour ramener les gens à l'habitude de lire. Weir publie The Marriage Game, un roman historique mettant en scène Elizabeth Ire et Robert Dudley, 1er comte de Leicester, en juin 2014.
En mai 2016, son roman Katherine of Aragon, The True Queen est publié, le premier d'une série de six livres sur le thème des Six Tudor Queens, chacun couvrant l'une des six épouses d'Henri VIII. Le dernier roman de la série, Katharine Parr, The Sixth Wife, est publié en mai 2021.

## Vie privée
Weir vit dans le Surrey avec son mari, son fils et sa fille,. Elle décrit « Mme Ellen », un personnage fictif de son roman sur Jane Grey, comme étant très proche de sa propre personnalité, en commentant : « Alors que j'écrivais le livre, mon côté maternel a été projeté dans ce personnage. ».

## Publications

### Romans historiques
- Innocent Traitor (2006)[19]
- The Lady Elizabeth (2008)[20]
- Captive Queen (2010)[21]
- Dangerous Inheritance (2012), publié aux États-Unis sous le titre Dangerous Inheritance: A Novel of Tudor Rivals and the Secret of the Tower[22]
- The Marriage Game: A Novel of Elizabeth I  (2014)[23]
- Katherine of Aragon: The True Queen  (2016)[24]
- Anne Boleyn: A King's Obsession (2017)[25]
- Jane Seymour: The Haunted Queen (2018)[26]
- Anna of Kleve: Queen of Secrets (2019)[26]
- Katheryn Howard: The Tainted Queen  (2020)[27]
- Katherine Parr: The Sixth Wife (2021)[26]
- In the Shadow of Queens: Tales from the Tudor Court  (2021)[26]
- Elizabeth of York: The Last White Rose (mai 2022)[26]
- Henry VIII: The Heart and the Crown (mai 2023), paraît aux États-Unis sous le titre The King's Pleasure: A Novel of Henry VIII[28]
- Mary I; Queen of Sorrows (mai 2024), paraît aux États-Unis sous le titre The Passionate Tudor; A Novel of Queen Mary I (mai 2024)[26]

### Biographies
- Britain's Royal Families: The Complete Genealogy (1989)[29]
- The Six Wives of Henry VIII (1991)[30]
- The Princes in the Tower (1992), republié en 2014 sous le titre Richard III and the Princes in the Tower[31]
- Lancaster and York – The Wars of the Roses (1995), publié aux USA sous le titre The Wars of the Roses[32]
- Children of England: The Heirs of King Henry VIII (1996), publié aux USA sous le titre The Children of Henry VIII[33]
- Elizabeth the Queen (1998), publié aux USA sous le titre The Life of Elizabeth I[34]
- Eleanor of Aquitaine: By the Wrath of God, Queen of England (1999), publié aux USA sous le titre Eleanor of Aquitaine: A Life
- Henry VIII: King and Court (2001), publié aux US sous le titre Henry VIII: The King and His Court[35]
- Mary, Queen of Scots and the Murder of Lord Darnley (2003)[36]
- Isabella: She-Wolf of France, Queen of England (2005), publié aux USA sous le titre Queen Isabella[37]
- Katherine Swynford: The Story of John of Gaunt and his Scandalous Duchess (2007), publié aux USA sous le titre Mistress of the Monarchy: The Life of Katherine Swynford, Duchess of Lancaster[38]
- The Lady in the Tower: The Fall of Anne Boleyn (2009)[39]
- Traitors of the Tower (2010)[40]
- The Ring and the Crown: A History of Royal Weddings (2011), avec Kate Williams, Sarah Gristwood et Tracy Borman[41]
- Mary Boleyn: The Great and Infamous Whore (2011), publié aux USA sous le titre Mary Boleyn: The Mistress of Kings[42]
- Elizabeth of York: The First Tudor Queen (2013), publié aux USA sous le titre Elizabeth of York: A Tudor Queen and Her World[43]
- The Lost Tudor Princess: A Life of Margaret Douglas, Countess of Lennox (2015)[44]
- Queens of the Conquest (2017)[45]
- A Tudor Christmas (2018)[46]
- Queens of the Crusades (2020)[47]
- Queens of the Age of Chivalry (2022)[48]